# A munka törvénykönyve
A munka törvénykönyve Magyarország munkajogi kódexe, amely a Magyarországon munkát vállaló és hazánkban munkavállalókat foglalkoztatók jogait és kötelességeit foglalja össze 300 §-ban. A törvény alapja a Magyarország Alaptörvénye „Szabadság és felelősség” fejezetének XII. és XVII. cikke.

## A törvény formai tagolása
A törvény formailag öt fő részből áll, amely összesen huszonnégy, római számjegyekkel folyamatosan számozott fejezetre, valamint arab számjegyekkel számozott (szám szerint 118) alcímekre tagozódik.
| Megnevezés         | Általános rendelkezések | A munkaviszony                      | A munkaügyi kapcsolatok  | A munkaügyi vita       | Záró rendelkezések    | Összesen             |
| ------------------ | ----------------------- | ----------------------------------- | ------------------------ | ---------------------- | --------------------- | -------------------- |
| Fejezetek száma    | I-IV.- négy             | V-XVIII.- tizennégy                 | XIX-XXII. - négy         | XXIII-XXIV. - kettő    | nincs fejezet         | 24 (huszonnégy)      |
| Számozott alcímek  | 21 (huszonegy) 1-21.    | 82 (ötvenegy) 22-103.               | 15 (tizenöt) 104-118.    | nincs számozott alcím  | nincs számozott alcím | 118 (száztizennyolc) |
| Paragrafusok száma | 31(harmincegy) 1-31. §  | 198(százkilencvennyolc) - 32-229. § | 55(ötvenöt) - 230-284. § | 9(kilenc) - 285-293. § | 6(hat) - 294-300. §   | 300 (háromszáz)      |

## Története
A rendszerváltás idején, 1992-ben elfogadott (1992. évi XXII.) törvény meghatározása szerint szakszervezeten a munkavállalók minden olyan szervezetét érteni kell, amelynek elsődleges célja a munkavállalók munkaviszonnyal kapcsolatos érdekeinek előmozdítása és megvédése. A szakszervezet működésére az egyesülési törvény irányadó. E szerint a munkavállalók önkéntesen alapíthatják meg. Egy szakszervezet megalapításához minimum 10 fő szükséges. A szakszervezet alakuló ülésen elfogadott alapszabály szerint köteles működni. Ugyan a szakszervezetek elsősorban a munkavállalók érdekvédelmi szervezete, tagjaik között lehetnek tanulók, nyugdíjasok, munkanélküliek. A szakszervezet alapszabálya határozza meg, hogy kik lehetnek a szakszervezet tagjai. A 2012-es új munka törvénykönyv (2012. évi I. törvény), majd annak 2018-as módosítása (2018. évi CXVI. törvény) számos számos jogosultságot kivett a szakszervezetek kezéből, illetve a munkavállalói jogok csorbítása mellett csökkentette az érdekérvényesítésük mozgásterét és eszköztárát.

## A hatályos törvény általános rendelkezései
A törvény az általános rendelkezésekben célként megállapítja a magyarországi tisztességes foglalkoztatás alapvető szabályait. Hatálya kiterjed a munkáltatóra, munkavállalóra, a munkáltatói érdekképviseleti szervezetre, az üzemi tanácsra, a szakszervezetre valamint a kölcsönvevőre. Felhívja a figyelmet a nemzetközi magánjog figyelembe vételére, valamint a fiatal munkavállalókra vonatkozó speciális szabályokra. Előírja az Európai Unió szabályaival való együttes értelmezést. Kiterjesztő értelmezést nem enged meg jogról történő lemondás (vagy abból engedés) esetén. Meghatározza az általános magatartási követelményeket, különös tekintettel a személyiségi jogok védelmére, az egyenlő bánásmód betartására, a jognyilatkozatokra, a kötelező tájékoztatásra, a megállapodás feltételrendszerére. A jognyilatkozat képviselet útján is megtehető, az alaki kötöttség lehet szóbeli (amennyiben jogszabály nem ír elő mást) és írásbeli (ideértve az elektronikus dokumentum fogalmát is). Rendelkezik az írástudatlanok, olvasni nem tudók és más anyanyelvűek védelméről. Meghatározza a jognyilatkozat közlésének módját, a határidők és határnapok számításának rendszerét, az érvénytelenség, megtámadhatóság fogalmát, jogkövetkezményeit, valamint a polgári törvénykönyv paragrafusaival való összefüggést.

## A munkaviszony
A jogszabály a munkaviszony alanyait kizárólagos módon határozza meg. A munkáltató személyében történő változás esetén a megkötött megállapodások jogilag átszállnak az átvevő munkáltatóra azzal a kitétellel, hogy a kollektív szerződés a munkavállaló javára térhet el. A törvény a munkaviszony általános és különös feltételeit részletekbe menően szabályozza mind formailag, mind pedig tartalmilag. Kitér a munkaszerződés teljesítésére mindkét szerződő fél tekintetében. Meghatározza a módosítás lehetőségeit, körülményeit és feltételeit, valamint a szerződés megszüntetését illetve megszűnésének módjait, s az ezzel kapcsolatos teendőket (pl. írásbeliség kötelezettsége, felmondási idő kiszámítása, átszervezésből keletkező felmondás, végkielégítés mértéke stb.), különösen kitér az azonnali hatályú felmondásra és ennek jogkövetkezményeire.
Meghatározza a munkaidő és pihenőidő, munkaidőkeret, munkaidő-beosztás (munkarend)fogalmát, kapcsolódó kötelmeket, jogokat. A 102. § határozza meg a magyarországi törvényes munkaszüneti napokat. Részletesen szabályozza a munkaközi szünetet, a napi pihenőidőt, a heti pihenő napot, heti pihenőidőt, a rendkívüli munkaidőt és az ügyeletet, készenlétet. Meghatározza az egyes munkavállaló csoportokra vonatkozó védelmet különös rendelkezések formájában. A szabadságról szóló alcím alatt kifejti a szabadság fogalmak (pl. rendes, szülési szabadság stb.) értelmezését, mértékét; ideértve a keresőképtelenséget (azaz táppénzes állományt-betegszabadságot) is. Részletezi a kiadás módját. Rendelkezik a kapcsolódó nyilvántartásokról és vezetésük rendjéről. A munka díjazása fejezet minden kapcsolódó fogalmat (alapbér, különböző pótlékok, munkavégzés nélküli munkabér, díjak stb.) meghatároz. A 69. alcím alatt foglalkozik a garantált bérminimum kormányzati feladataival felhatalmazás formájában. A munkabér védelme kiterjed a fizetőeszköz meghatározására, a megválthatóság tiltására, a teljesítési tárgyhónap utáni hónap tizedikéig történő kötelező kifizetésére.
A kártérítési felelősség, mértéke és módja mindkét fél tekintetében meghatározott, kiterjed a több munkavállaló együttes felelősségére és a leltárhiányért való felelősségre, valamint a munkavállalói biztosítékra, ami meghatározott munkakörökhöz kapcsolódik.
A munkaviszony egyes típusaira (határozott idejű, behívásos, munkakör megosztásos, több munkáltató által létesített, távmunka, bedolgozás, egyszerűsített vagy alkalmi munka, köztulajdonban álló munkáltatóval fennálló, vezető állású, cselekvőképtelen munkavállaló) és a munkaerő-kölcsönzésre vonatkozó szabályokat két külön fejezet tartalmazza.
A munkaviszonyhoz kapcsolódó egyes megállapodások lehetnek versenytilalmi és tanulmányi szerződések, melyekre részletes szabályok vannak.

## A munkaügyi kapcsolatok
A munkaügyi kapcsolatok rész az általános szabályozás mellett kiterjed az üzemi tanács megválasztására, megszűnésére és működésére, átszervezés esetén történő fennmaradásukra vagy megszűnésükre; folyamatosan végzendő feladataikra és jogkörére. A szakszervezetekre szintén részletes szabályok vonatkoznak ebben a részben. Itt határozza meg a törvény a kollektív szerződés fogalmát, tartalmát, megkötésének feltételrendszerét.

## A munkaügyi vita
A munkajogi igény érvényesítésének feltételét, határidejét és körülményeit szabályozza mind az egyén, mind pedig a közösség (kollektíva) szintjén ez a rész.

## Záró rendelkezések
A záró rendelkezések kitérnek a törvényben alkalmazott fogalmakra, a jogszabályi helyek összefüggéseire, hatálybaléptetési feltételekre, időpontokra valamint az Európai Unió szabályaival történő megfeleltetésre.